# Deltocephalus leucophaeus
Deltocephalus leucophaeus är en insektsart som beskrevs av Carl Ludwig Kirschbaum 1868. Deltocephalus leucophaeus ingår i släktet Deltocephalus och familjen dvärgstritar. Inga underarter finns listade i Catalogue of Life.